# Karim Abdel Gawad
Karim Abdel Gawad (in arabo كريم عبد الجواد‎?; Alessandria d'Egitto, 30 luglio 1991) è un giocatore di squash egiziano.

## Carriera
Nel novembre 2016 vince il suo primo titolo mondiale a Il Cairo battendo in finale il connazionale Ramy Ashour.
Nel 2020 si è infortunato al tallone durante la finale del Manchester Open contro Mohamed El Shorbagy, rimanendo costretto a uno stop di 10 mesi e a un conseguente crollo nel ranking.
Nel maggio 2023, dopo alcune buone prestazioni nei tornei precedenti, raggiunge la finale del World Open perdendo contro Ali Farag per 3-0. Grazie a questo risultato diventa il secondo giocatore nella storia a raggiungere la finale mondiale senza essere classificato come testa di serie.